# Kladruby (Rokycany)
Kladruby é uma comuna checa localizada na região de Plzeň, distrito de Rokycany.